# Maria d'Assia-Kassel
Maria d'Assia-Kassel (in tedesco: Marie Wilhelmine Friederike von Hessen-Kassel; Hanau, 21 gennaio 1796 – Neustrelitz, 30 dicembre 1880) fu la consorte di Giorgio, granduca di Meclemburgo-Strelitz.

## Infanzia
"Sua Altezza Serenissima la principessa e langravina Maria di Assia-Kassel", seconda figlia femmina del langravio Federico d'Assia-Kassel, e di sua moglie la principessa Carolina di Nassau-Usingen, nacque ad Hanau nell'Assia-Kassel. Attraverso suo padre, era una bisnipote di Giorgio II di Gran Bretagna. Il maggiore dei fratelli di sua madre era il Langravio d'Assia-Kassel. Nel 1803, il titolo di suo zio fu elevato ad Elettore d'Assia – in base al quale l'intero ramo Kassel della dinastia d'Assia salì di un gradino nella gerarchia.

## Matrimonio e figli
Il 12 agosto 1817, a Kassel, sposò il granduca Giorgio, Granduca di Meclemburgo-Strelitz, figlio di Carlo II, Granduca di Meclemburgo-Strelitz e della sua prima moglie, la principessa Federica Carolina Luisa d'Assia-Darmstadt. Insieme ebbero quattro figli:
- Duchessa Luisa di Meclemburgo (1818-1842)
- Federico Guglielmo, Granduca di Meclemburgo-Strelitz (1819-1904), sposò la Principessa Augusta di Gran Bretagna
- Duchessa Carolina di Meclemburgo (1821-1876), sposò Federico VII di Danimarca
- Duca Giorgio di Meclemburgo (1824-1876), sposò la Granduchessa Ekaterina Michajlovna di Russia, ebbero figli incluso il Duca Meclemburgo-Strelitz

## Titoli e stili
- 21 gennaio 1796 – 12 agosto 1817: Sua Altezza Serenissima Principessa Maria d'Assia
- 12 agosto 1817 – 6 settembre 1860: Sua Altezza Reale La Granduchessa di Meclemburgo-Strelitz
- 6 settembre 1860 – 30 dicembre 1880: Sua Altezza Reale La Granduchessa Vedova di Meclemburgo-Strelitz

## Ascendenza
|                                         |                         |                                                                       | Genitori                                  |  |  | Nonni |  |  | Bisnonni                      |  |  | Trisnonni              |  |
|                                         |                         |                                                                       |                                           |  |  |       |  |  | Guglielmo VIII d'Assia-Kassel |  |  | Carlo I d'Assia-Kassel |  |
|                                         |                         |                                                                       |                                           |  |  |       |  |  | Guglielmo VIII d'Assia-Kassel |  |  | Carlo I d'Assia-Kassel |  |
|                                         |                         | Amalia di Curlandia                                                   |                                           |  |  |       |  |  | Guglielmo VIII d'Assia-Kassel |  |  |                        |  |
| Federico II d'Assia-Kassel              |                         |                                                                       |                                           |  |  |       |  |  | Guglielmo VIII d'Assia-Kassel |  |  |                        |  |
|                                         |                         | Dorotea Guglielmina di Sassonia-Zeitz                                 | Maurizio Guglielmo di Sassonia-Zeitz      |  |  |       |  |  |                               |  |  |                        |  |
|                                         |                         | Dorotea Guglielmina di Sassonia-Zeitz                                 | Maurizio Guglielmo di Sassonia-Zeitz      |  |  |       |  |  |                               |  |  |                        |  |
|                                         |                         | Dorotea Guglielmina di Sassonia-Zeitz                                 | Maria Amalia di Brandeburgo               |  |  |       |  |  |                               |  |  |                        |  |
| Federico d'Assia-Kassel                 |                         | Dorotea Guglielmina di Sassonia-Zeitz                                 |                                           |  |  |       |  |  |                               |  |  |                        |  |
|                                         |                         | Giorgio II di Gran Bretagna                                           | Giorgio I di Gran Bretagna                |  |  |       |  |  |                               |  |  |                        |  |
|                                         |                         | Giorgio II di Gran Bretagna                                           | Giorgio I di Gran Bretagna                |  |  |       |  |  |                               |  |  |                        |  |
|                                         |                         | Giorgio II di Gran Bretagna                                           | Sofia Dorotea di Celle                    |  |  |       |  |  |                               |  |  |                        |  |
| Maria di Gran Bretagna                  |                         | Giorgio II di Gran Bretagna                                           |                                           |  |  |       |  |  |                               |  |  |                        |  |
|                                         |                         | Carolina di Brandeburgo-Ansbach                                       | Giovanni Federico di Brandeburgo-Ansbach  |  |  |       |  |  |                               |  |  |                        |  |
|                                         |                         | Carolina di Brandeburgo-Ansbach                                       | Giovanni Federico di Brandeburgo-Ansbach  |  |  |       |  |  |                               |  |  |                        |  |
|                                         |                         | Carolina di Brandeburgo-Ansbach                                       | Eleonora Erdmuthe di Sassonia-Eisenach    |  |  |       |  |  |                               |  |  |                        |  |
| Maria d'Assia-Kassel                    |                         | Carolina di Brandeburgo-Ansbach                                       |                                           |  |  |       |  |  |                               |  |  |                        |  |
|                                         | Carlo di Nassau-Usingen | Guglielmo Enrico di Nassau-Usingen                                    |                                           |  |  |       |  |  |                               |  |  |                        |  |
|                                         | Carlo di Nassau-Usingen | Guglielmo Enrico di Nassau-Usingen                                    |                                           |  |  |       |  |  |                               |  |  |                        |  |
|                                         | Carlo di Nassau-Usingen | Carlotta Amalia di Nassau-Dillenburg                                  |                                           |  |  |       |  |  |                               |  |  |                        |  |
| Carlo Guglielmo di Nassau-Usingen       | Carlo di Nassau-Usingen |                                                                       |                                           |  |  |       |  |  |                               |  |  |                        |  |
|                                         |                         | Cristiana Guglielmina di Sassonia-Eisenach                            | Giovanni Guglielmo di Sassonia-Eisenach   |  |  |       |  |  |                               |  |  |                        |  |
|                                         |                         | Cristiana Guglielmina di Sassonia-Eisenach                            | Giovanni Guglielmo di Sassonia-Eisenach   |  |  |       |  |  |                               |  |  |                        |  |
|                                         |                         | Cristiana Guglielmina di Sassonia-Eisenach                            | Maddalena Sibilla di Sassonia-Weissenfels |  |  |       |  |  |                               |  |  |                        |  |
| Carolina di Nassau-Usingen              |                         | Cristiana Guglielmina di Sassonia-Eisenach                            |                                           |  |  |       |  |  |                               |  |  |                        |  |
|                                         |                         | Cristiano Carlo Reinardo di Leiningen-Dachsburg-Falkenburg-Heidesheim | Giovanni di Leiningen-Dagsburg-Falkenburg |  |  |       |  |  |                               |  |  |                        |  |
|                                         |                         | Cristiano Carlo Reinardo di Leiningen-Dachsburg-Falkenburg-Heidesheim | Giovanni di Leiningen-Dagsburg-Falkenburg |  |  |       |  |  |                               |  |  |                        |  |
|                                         |                         | Cristiano Carlo Reinardo di Leiningen-Dachsburg-Falkenburg-Heidesheim | Giovanna Maddalena di Hanau-Lichtenberg   |  |  |       |  |  |                               |  |  |                        |  |
| Carolina Felicita di Leiningen-Dagsburg |                         | Cristiano Carlo Reinardo di Leiningen-Dachsburg-Falkenburg-Heidesheim |                                           |  |  |       |  |  |                               |  |  |                        |  |
|                                         |                         | Caterina Polissena di Solms-Rödelheim                                 | Ludovico di Solms-Rödelheim               |  |  |       |  |  |                               |  |  |                        |  |
|                                         |                         | Caterina Polissena di Solms-Rödelheim                                 | Ludovico di Solms-Rödelheim               |  |  |       |  |  |                               |  |  |                        |  |
|                                         |                         | Caterina Polissena di Solms-Rödelheim                                 | Carlotta Sibilla di Ahlefeldt-Rixinger    |  |  |       |  |  |                               |  |  |                        |  |
|                                         |                         | Caterina Polissena di Solms-Rödelheim                                 |                                           |  |  |       |  |  |                               |  |  |                        |  |